# Огни городской окраины
«Огни городской окраины» (фин. Laitakaupungin valot, в международном прокате англ. Lights in the Dusk) — фильм, криминальная драма финского режиссёра Аки Каурисмяки, вышедшая на экраны в 2006 году. Лента была удостоена нескольких номинаций (из которых три победные) на национальные и международные кинонаграды, включая «Золотую пальмовую ветвь» Каннского кинофестиваля. Картина является завершающей частью «трилогии о неудачниках» (англ. loser trilogy — по самоопределению автора), которую поклонники и критики чаще называют «финской трилогией».

## Сюжет
Койстинен — сотрудник ночной охраны универсального магазина, человек мнительный и легко ранимый. Коллеги издеваются над ним, начальник за три года службы не может запомнить его имя. Им увлечена Айла — продавщица сосисок-гриль, но он не испытывает к ней симпатии. Внутреннюю пустоту он заполняет выпивкой. Играя на его душевном одиночестве, в баре с ним знакомится красивая девушка Мирья, которая в действительности — подруга главаря преступной группы, некоего Линдхольма. Койстинен искренне влюбляется в неё, но именно она помогает сообщникам похитить у охранника ключи, получить коды сигнализации и организовать ограбление ювелирного отдела. Подозрения в хищении драгоценностей падают на Койстинена, его арестовывают. Он получает два года тюрьмы, но освобождается раньше за примерное поведение. Устроившись на подсобную работу в ресторан, однажды он случайно в зале замечает Мирью с Линдхольмом. Койстинен преследует их и пытается ударить бандита ножом, но лишь легко ранит его. На помощь главарю приходят сообщники, они везут Койстинена в порт, там жестоко избивают и, истекающего кровью, оставляют умирать. Финал остаётся открытым — собственно смерть персонажа не демонстрируется.

## В ролях
- Янне Хюютияйнен — Койстинен
- Мария Ярвенхельми — Мирья
- Мария Хейсканен — Айла
- Илкка Койвула — Линдхольм
- Кати Оутинен — кассир в супермаркете
- Сергей Дудко — русский
- Андрей Геннадьев — русский
- Артурас Поздняковас — русский

## Художественные особенности
Первые два фильма трилогии наполнены чёрным юмором, присущим режиссёру. В «Огнях городской окраины» его значительно меньше; если в финале и виден проблеск надежды, то в целом атмосфера ленты беспросветна. Предполагается, что к третьей части цикла Каурисмяки утратил веру в возможность победы в «борьбе маленького человека против системы». Обозреватель «New York Post» считает картину одной из важнейших в творчестве кинематографиста и так отзывается о стилистике её видеоряда:

Большое количество крупных планов не улыбающихся лиц, обращённых в пустоту, минимальные диалоги, длинные статические эпизоды с персонажами, которые не делают совершенно ничего.
Критики неоднократно упоминают о духовном родстве и близости персонажа Койстинена с образом маленького одинокого бродяги, созданного Чарли Чаплиным в целой серии фильмов, венчает которую лента «Огни большого города». Елена Плахова из журнала «Сеанс» считает, что фильм «Огни городской окраины» — парафраз чаплиновской картины, который, кроме того, возвращает зрителя к трагизму других фильмов финского режиссёра — «Девушки со спичечной фабрики» и «Преступления и наказания».

## Награды
- 2006 — участие в конкурсной программе Каннского кинофестиваля;
- 2006 — участие в конкурсной программе Гентского кинофестиваля;
- 2006 — номинация на премию Европейской киноакадемии за лучшую операторскую работу (Тимо Салминен);
- 2007 — три национальные премия «Юсси»: за лучший фильм (Аки Каурисмяки), лучшую операторскую работу (Тимо Салминен), лучшие декорации (Маркку Пятиля). Кроме того, картина получила номинации за лучшую режиссуру (Аки Каурисмяки), монтаж (Аки Каурисмяки) и женскую роль второго плана (Мария Хейсканен).

## Критика
Отзывы о картине иногда полярны. «New York Post» в своей рецензии на фильм утверждает, что если кто-то не знаком с творчеством Каурисмяки, то просмотр картины сделает его искренним поклонником творчества режиссёра.
Негативную критику многократно публиковали профильные издания США. Одну из наиболее острых оценок картине даёт еженедельник «The Village Voice», утверждая, что мелодраматический сюжет не вызывает сопереживания, игра актёров бездушна и лишена какой-либо эмоциональности. Аки Каурисмяки — «главный финский певец невозмутимого минимализма», — в очередной раз не нашёл причин для отказа от лаконичности и конформизма битников, которые он совершенствует с начала 1990-х годов. Обозреватель «Chicago Reader» полагает, что сюжет картины перегружен шаблонными ходами фильмов-нуар, а если режиссёр и создаёт интересные кадры, основанные на столкновениях цвета, то люди в этих эпизодах теряются и уходят на второй план.
Обзор мировой критики определённым образом пытается резюмировать журнал «Сеанс», который писал, что причина, по которой этот фильм «воспринят холоднее, чем прежние, в том, что режиссёр отказался от многих своих фирменных хохм и примочек, которые всем так нравились и всех так развлекали. Всех, но не его самого. Горечь подавила юмор, а трезвость в прямом и переносном смысле лишила картину галлюциногенного мерцания и сюрреалистического безумия. <…> Проверим своё впечатление через несколько лет: дистанция, которая все расставляет на свои места».

## Бюджет и сборы
Бюджет — 1 620 809 $
Сборы:
- в России — 35 500 $
- в США — 14 056 $
- в мире — 1 610 600 $

## Музыка в фильме
- В трёх фильмах Аки Каурисмяки — «Союз Каламари» (1985 год), «Вдаль уплывают облака» (1996 год) и «Огни городской окраины» (2006 год), — звучит популярная финская песня «Ты не замечаешь слёз» в исполнении Олави Виртаа, то есть режиссёр обращается к этой песне каждые 10 лет[12].